# 入初式
入初式（いりぞめしき）は1月2日、神戸市北区有馬温泉で行われる神道、仏教習合の祭礼行事。
この祭礼は有馬温泉を興した大国主命と仏僧の行基、仁西に感謝する行事で新年を祝う。神官、僧侶、湯女（風呂の世話、接待を業務する女性。現在は地元の芸妓が扮する）、温泉関係者が行列し、式場である有馬小学校に向かう。式場で湯女が初湯を桶に入れ、太鼓に合わせながら適温に冷ます。その湯を行基、仁西の像に注ぐ。その後、湯女が踊りを披露し白米を床にまく祓いをする。そのときに祝い歌「入初式の歌」を歌う。式が終わり参列者が有馬界隈を歩き「戻せ返せ」と叫び有馬温泉の一年を迎える。

## 参考資料
- 『しっとりと　有馬』 有馬温泉観光協会発行 1999年